# 베셀 필터
베셀 필터(Bessel filter)는 일렉트로닉스 및 신호 처리에서 통과대역에서 필터링된 신호의 파형 형태를 유지하는 최대 편평 군지연(즉, 최대 선형 위상 응답)을 갖춘 일종의 아날로그 선형 필터이다. 베셀 필터는 오디오 크로스오버 시스템에 자주 사용된다.
이 필터의 이름은 필터의 기반이 되는 수학적 이론을 개발한 독일 수학자 프리드리히 베셀(1784~1846)을 참조한 것이다. 이 필터는 1949년에 베셀 함수를 필터 설계에 적용하는 방법을 연구한 W. E. 톰슨을 기념하여 베셀-톰슨 필터라고도 한다.
베셀 필터는 가우시안 필터와 매우 유사하며 필터 차수가 증가할수록 같은 모양을 보이는 경향이 있다. 가우시안 필터의 시간 영역 단계 응답에는 오버슈트가 0인 반면, 베셀 필터에는 오버슈트가 적지만 버터워스 필터와 같은 다른 일반적인 주파수 영역 필터보다 훨씬 적는다. 베셀-톰슨 필터의 임펄스 응답은 필터 차수가 증가함에 따라 가우스 쪽으로 경향이 있는 것으로 알려져 있다.
가우시안 필터의 유한 차수 근사와 비교할 때, 베셀 필터는 동일한 차수의 가우스보다 더 나은 형상 인자, 더 평평한 위상 지연 및 더 평평한 군지연을 갖지만 가우시안의 시간 지연이 더 낮고 오버슈트가 0이다.

## 같이 보기
- 베셀 함수